# Sarteano
Sarteano – miejscowość i gmina we Włoszech, w regionie Toskania, w prowincji Siena.
Według danych na rok 2004 gminę zamieszkiwało 4528 osób, 53,3 os./km².